# Herbert Giersch

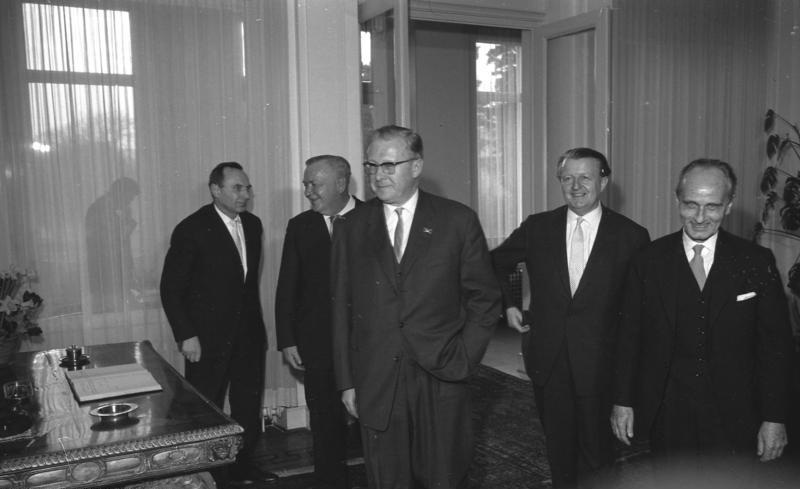
Giersch (links) in 1964

Herbert Giersch (Reichenbach, 11 mei 1921 - Saarbrücken, 22 juli 2010) was een Duits econoom.
Giersch studeerde van 1939 tot 1942 economie in Breslau en Kiel. In 1948 doctoreerde hij aan de Westfälische Wilhelms Universiteit in Münster met een proefschrift over den Ausgleich der Kriegslasten vom Standpunkt der sozialen Gerechtigkeit. Sinds 1948 was hij "fellow" aan de London School of Economics en verder werkte hij als referent voor de OESO in Parijs (1950 tot 1951, 1953 tot 1954). In 1950 habiliteerde hij en van 1951 tot 1953 was hij docent aan de Westfälischen Wilhelms Universiteit. In 1955 werd hij gewoon hoogleraar aan Universiteit van het Saarland. Hij was gastprofessor aan de Yale-universiteit (1962, 1977 tot 1978).
Herbert Giersch was in 1964 een der medeoprichters van de "Sachverständigenrat zur Begutachtung der gesamtwirtschaftlichen Entwicklung" en drukte tot 1970 zijn stempel op de werkzaamheden en op het jaarlijks verslag van deze expertenraad. De man die voorheen keynesiaan was - als bedenker van de begrippen "Konzertierten Aktion" en "Globalsteuerung" – werd later een aanhanger van de aanbodeconomie.
In 1969 werd hij gewoon hoogleraar aan de Christian Albrechts Universiteit en werd als opvolger van Erich Schneider tevens voorzitter van het Kielse "Institut für Weltwirtschaft". Van 1986 tot 1988 was hij voorzitter van de liberale "Mont Pelerin Society".

## Onderscheidingen
- 1977 – Grote Kruis van Verdienste (Orde van Verdienste van de Bondsrepubliek Duitsland)
- 1977 – eredoctoraat van de Friedrich-Alexander-Universität Erlangen-Nürnberg
- 1983 – Ludwig Erhardprijs
- 1984 – eredoctoraat van de Universiteit van Bazel
- 1989 – Grote Kruis van Verdienste met Ster (Orde van Verdienste van de Bondsrepubliek Duitsland)
- 1989 – Paolo Baffi International Prize for Economics
- 1993 – eredoctoraat van de Universiteit van Saarland
- 1994 – Grote Kruis van Verdienste met Ster en Grootlint (Orde van Verdienste van de Bondsrepubliek Duitsland)
- 1998 – Joachim Jungiusmedaille
- 2003 – August Lösch-Ehrenring
- 2003 – Prognosprijs

## Werken
- Allgemeine Wirtschaftspolitik I. Grundlagen, Gabler Nachdruck 1991 (1960/1977), ISBN 3409582819
- Allgemeine Wirtschaftspolitik II. Konjunktur- und Wachstumspolitik in der offenen Wirtschaft, Gabler 1983, ISBN 3409602321
- Abschied von der Nationalökonomie. Wirtschaften im weltweiten Wettbewerb, Frankfurter Allgemeine Zeitung Verlag, Frankfurg am Main 2002, ISBN 3898430626
- Die offene Gesellschaft und ihre Wirtschaft. Aufsätze und Kommentare aus fünf Jahrzehnten, Murmann 2006, ISBN 3938017325